# North Rim Road
North Rim Road est un district historique dans le comté de Montrose, au Colorado, dans le centre des États-Unis. Protégé au sein du parc national de Black Canyon of the Gunnison, il est centré sur la route du même nom, laquelle dessert différents points de vue le long du bord septentrional du Black Canyon of the Gunnison. Il est inscrit au Registre national des lieux historiques depuis le 6 septembre 2005.